# The Dollar Bottom
The Dollar Bottom är en brittisk kortfilm från 1981 regisserad av Roger Christian. Filmen vann en Oscar vid den 53:e Oscarsgalan 1981 för bästa kortfilm.

## Handlingen
Skolpojkar på en offentlig skola inrättade ett försäkringssystem mot att bli agade av lärarna. Systemet visar sig vara så framgångsrikt att de driver företaget på aktiemarknaden.

## Roller
- Robert Urquhart — Headmaster
- Rikki Fulton — Karl